# L.A. Guns (album)
L.A. Guns è il primo album degli L.A. Guns, uscito nel gennaio 1988 per l'etichetta Polydor Records.

## Tracce
1. No Mercy - 2:46 (Alexander, Black, Cripps, Guns, Lewis)
2. Sex Action - 3:41 (Black, Guns, Lewis)
3. One More Reason - 3:07 (Black, Guns, Lewis)
4. Electric Gypsy - 3:25 (Guns, Lewis)
5. Nothing to Lose - 4:14 (Black, Cripps, Lewis, Stoddard, ...)
6. Bitch Is Back - 2:52 (Black, Cripps, Guns, Lewis)
7. Cry No More - 1:18 (Guns)
8. One Way Ticket - 4:20 (Black, Guns)
9. Hollywood Tease - 2:52 (Girl Cover) (Collen, Lewis)
10. Shoot for Thrills - 4:29 (Sweet Pain Cover) (Nickels)
11. Down in the City - 3:55 (Guns, Nickels)

## Formazione
- Phil Lewis - voce
- Tracii Guns - chitarra
- Mick Cripps - chitarra
- Kelly Nickels - basso
- Steve Riley - batteria (solo accreditato)

### Altri musicisti
- Nickey Alexander - batteria in tutte le tracce (non accreditato)
- Howard Benson - arrangiamento archi nelle tracce 7, 8
- Paul Kaufman - washboard nella traccia 11
- Alan Jones - sax tenore, sax baritono nella traccia 5